# Eine Dachkammer für zwei
Eine Dachkammer für zwei ist ein US-amerikanischer Liebesfilm aus dem Jahr 1948 von George Seaton mit Jeanne Crain und William Holden in den Hauptrollen. Der Film wurde von 20th Century Fox produziert und basiert auf dem 1947 veröffentlichten Novelle An Apartment for Jenny von Faith Baldwin.

## Handlung
Der pensionierte und verwitwete Professor Henry Barnes bittet seinen Freund Professor Edward Bell, mit dem er die Leidenschaft für Kammermusik teilt, um Hilfe. Henry will seinen letzten Willen aufsetzen und dann Selbstmord begehen. Auch wenn Edward ihm seinen Plan ausreden will, fühlt sich Henry nicht mehr als nützliches Mitglied der Gesellschaft. In drei Wochen, wenn er sein aktuelles Buch fertiggestellt hat, will er zur Tat schreiten. Edward unterrichtet seine Kollegen und Freunde der Kammermusik von Henrys Absichten. Einer der Freunde, der Arzt Dr. Conway, untersucht Henry, der in erstklassiger Verfassung ist. Henry klagt über Schlafstörungen und bittet den Arzt um Schlaftabletten, bekommt aber von ihm nur zwei Pillen.
Beim Taubenfüttern im Park lernt Henry die junge Peggy Taylor kennen, die ein Baby erwartet und mit ihrem Mann Jason, der Chemie studiert, eine Wohnung sucht. Henry will Peggys Fall an Edward weiterleiten, der an der Universität für die Vergabe von Wohnungen an Studenten zuständig ist. Von Edward erfährt Peggy, dass Henry während des Krieges zwei Soldaten beherbergt hat. Peggy überzeugt Henry, ihr und Jason die Dachgeschosswohnung zu vermieten. Der Einzug des Paares führt zu Unordnung in Henrys Leben. Doch als er sieht, was seine Mieter aus dem alten Dachgeschoss gemacht haben, ist er tief beeindruckt. Peggy ist der Überzeugung, dass Ehefrauen zur Unterstützung ihrer Männer mehr Allgemeinwissen brauchen. Sie schlägt Henry vor, solche Kurse zu leiten. Obwohl er lieber an seinem Buch weiterarbeiten würde, leitet Henry schon bald darauf einen solcher Kurse, dessen Erfolg Henry aufmuntert.
Peggy kann sich die ihr verschriebenen Vitaminpillen nicht leisten. Jason will sein Studium abbrechen, um zu arbeiten. Er informiert seinen Professor und wird ins Krankenhaus gerufen. Peggy hatte eine Frühgeburt, was das Baby nicht überlebt hat. Henry besucht Peggy im Krankenhaus und findet sie in überraschend positiver Stimmung vor. Peggy ist der Ansicht, dass kein Leben verloren, sondern nur ausgetauscht wurde, da Henry keine Selbstmordabsichten mehr habe. Jason nimmt eine Stelle als Autoverkäufer in Chicago an. Henry besucht ihn und bietet ihm eine Stelle als Lehrassistent an, was Jason, der Lehrer werden wollte, nicht genug ist.
Zu Hause erfährt Henry, dass Peggy plant, zu ihrer Schwester zu ziehen. Beide wissen nicht, dass Jason zurückgekommen ist, um seine Examen abzulegen. Er besteht alle und muss nur noch Chemie bestehen. Die Trennung von Peggy und Jason beschäftigt Henry, der wieder zu den Schlaftabletten greift. Peggy alarmiert Henrys Freunde, doch Dr. Conway beruhigt die Freunde. Er hat Henry keine Schlaftabletten gegeben, sondern Pillen, die ihm Unwohlsein bereiten werden. In der Zwischenzeit verabreicht Peggy Henry kannenweise Kaffee. Henry begründet seinen Selbstmordversuch damit, dass die beiden ihn verlassen werden. Jason erhebt sich und fordert von Henry, dass er sich zusammenreiße. Viele Menschen hätten gerne die Chancen, die Henry habe. Bewegt durch Jasons Worte führt Henry einige Umbauten im Haus aus, um dem Ehepaar mehr Platz zu geben. Als Peggy und Jason verkünden, dass sie versuchen wollen, erneut Eltern zu werden, spielt die Kammermusikgruppe in Henrys Wohnzimmer.

## Produktion

### Hintergrund
Gedreht wurde der Film von Ende Dezember 1947 bis Mitte März 1948 in Reno (Nevada) sowie in den Fox-Studios in Century City.
Die Filmrechte an Baldwins Novelle wurden von Fox im April 1947 für 10.000 Dollar (2023: 137.000 Dollar) erworben. Die Rolle des Doktor Conway wurde mit Lee J. Cobb besetzt, der während der Dreharbeiten durch Griff Barnett ersetzt wurde.

### Stab
Richard Irvine und Lyle R. Wheeler oblag die künstlerische Leitung. Thomas Little und Walter M. Scott waren für das Szenenbild zuständig, Kay Nelson für die Kostüme. Verantwortliche Toningenieure waren Roger Heman sr. und E. Clayton Ward. Fred Sersen schuf die visuellen Effekte.

### Besetzung
In kleinen nicht im Abspann erwähnten Nebenrollen traten Robert Adler, Charles Lane, Gene Nelson und Almira Sessions auf.

### Musik
Musikalischer Direktor war Lionel Newman.
Folgende Songs wurden im Film gespielt:
- Hail to Thee, Dear Alma Mater von H. S. Thompson mit neuem Text von Charles Henderson
- I Dreamt I Dwelt in Marble Hills von Michael William Balfe und Alfred Bunn

Für den Film arrangierten Edward Powell und Urban Thielman Wolfgang Amadeus Mozarts Klarinettenkonzert in A-Dur (3. Satz, Allegro) von einem Quintett zu einem Sextett um, wobei der Klarinettenpart von einer Flöte übernommen wurde.
Earle Hagen, Cyril J. Mockridge und Alfred Newman komponierten zusätzlich verwendete Musikstücke.

## Synchronisation
| Rolle         | Schauspieler    | Deutscher Synchronsprecher |
| ------------- | --------------- | -------------------------- |
| Peggy Taylor  | Jeanne Crain    | Susanna Bonaséwicz         |
| Jason Taylor  | William Holden  | Thomas Danneberg           |
| Prof. Barnes  | Edmund Gwenn    | Hans Hessling              |
| Prof. Bell    | Gene Lockhart   | Klaus Miedel               |
| Dr. Conway    | Griff Barnett   | Friedrich Schoenfelder     |
| Ruth          | Marion Marshall | Eva-Maria Werth            |
| Jeanne        | Pati Behrs      | Evelyn Maron               |
| Prof. Collins | Charles Lane    | Heinz Petruo               |

Anmerkung: Die kursiv geschriebenen Namen sind Rollen und Darsteller, die nicht im Abspann erwähnt wurden.

## Veröffentlichung
Die Premiere des Films fand am 1. Oktober 1948 in Los Angeles statt. In Österreich kam er im April 1952 unter dem Titel Mansarde der Verliebten in die Kinos. In der Bundesrepublik Deutschland wurde er am 5. Januar 1980 im deutschen Fernsehen ausgestrahlt.

## Kritiken
Der Filmkritiken-Aggregator Rotten Tomatoes hat in einer Auswertung von über 250 User-Kritiken ein Publikumsergebnis von 69 Prozent positiver Bewertungen ermittelt.
Das Lexikon des internationalen Films schrieb: „Ein optimistischer Film, in seinen Lebensweisheiten etwas aufdringlich, aber mit Humor und Wärme erzählt.“
Bosley Crowther von der The New York Times sah in dem Film eine wunderbare und ermutigende Einschätzung der Fähigkeiten von Jugendlichen. Wie in seinem Film Das Wunder von Manhattan zeige Regisseur Seaton das gleiche wohltuende Einfühlungsvermögen, die gleiche einfache Natürlichkeit, den gleichen wehmütigen Charme und die gleichen Darsteller.
Josephine O’Neill schrieb in der australischen Ausgabe der Zeitung The Daily Telegraph, George Seaton sei der richtige Regisseur für diesen Film. Er wisse, wie man gesunden Menschenverstand mit Stimmung verbinde, um die Zuschauer mit einem sanften und freundlichen Leuchten zu umgeben.
Der Kritiker des TV Guide sah einen herzerwärmenden Film, von George Seaton geschickt inszeniert.

## Auszeichnungen
1949 wurde George Seaton für den WGA-Award der Writers Guild of America in der Kategorie beste amerikanische Komödie nominiert. Eine weitere Nominierung erhielt er für den von der WGA vergebenen Robert Meltzer Award für ein Drehbuch, das kompetent Probleme der amerikanischen Gesellschaft behandelt.